# Haematopota nobrei
Haematopota nobrei är en tvåvingeart som beskrevs av Travassos Dias 1964. Haematopota nobrei ingår i släktet Haematopota och familjen bromsar.
Artens utbredningsområde är Angola. Inga underarter finns listade i Catalogue of Life.